# Fejknyheter

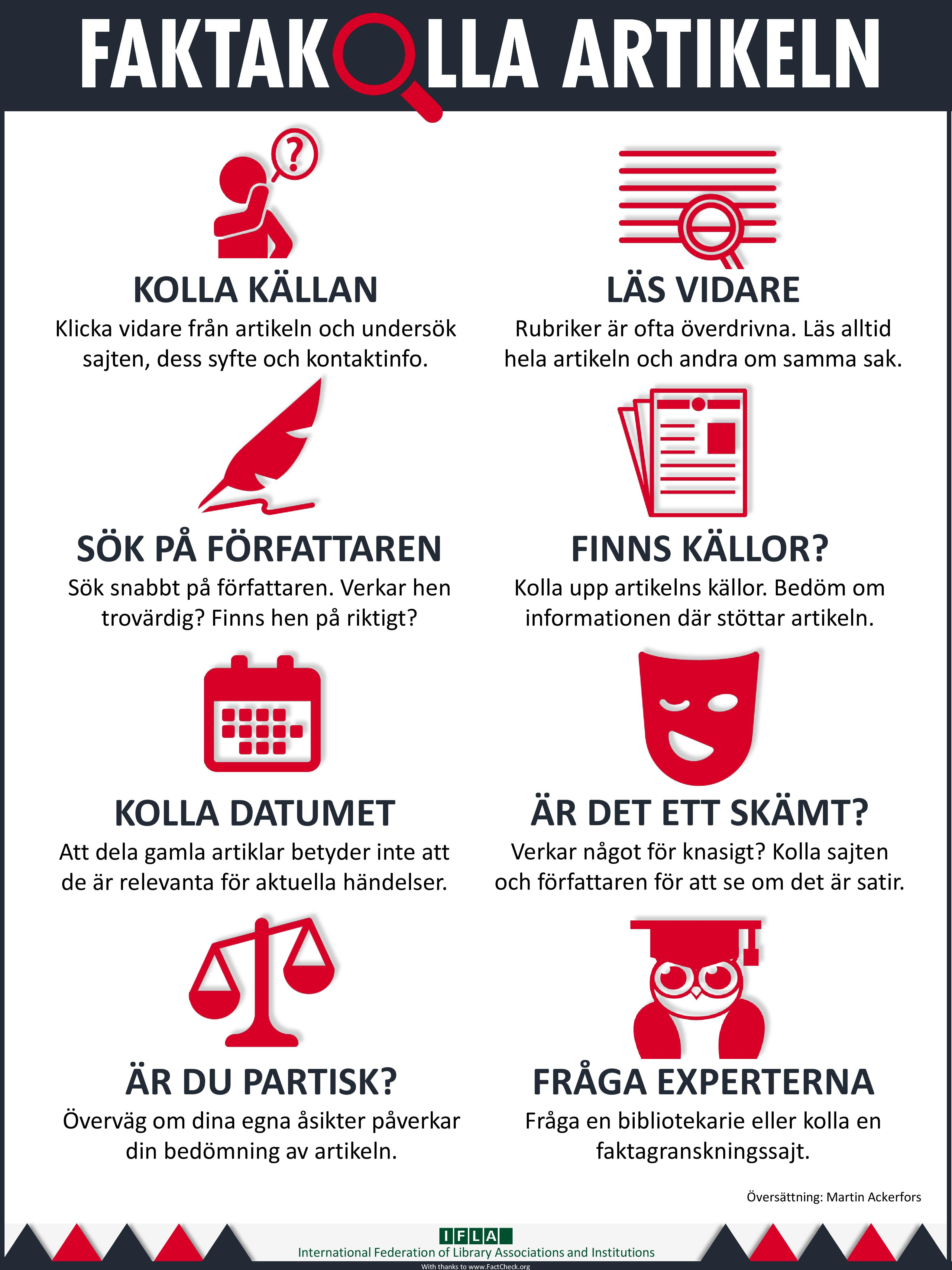
Infografik från International Federation of Library Associations and Institutions.

Fejknyheter (från engelskans fake news) är felaktig och vilseledande information presenterad som nyheter. Fejknyheter kan förmedlas via sociala medier eller nyhetsmedier i politiskt eller ekonomiskt syfte. Ofta används uppseendeväckande rubriker och helt påhittat nyhetsmaterial för att öka antalet läsare och spridandet av fejknyheten. För att generera vinst till dem som skapar fejknyheterna används metoder som kan liknas vid klickbete; en reklamfinansierad modell som fungerar oavsett om nyheterna är sanna eller ej. För att sprida nyheterna utnyttjas lättillgänglig reklamfinansiering, ökad polarisering inom politiken och den ständiga närvaron av sociala medier, främst Facebooks nyhetsflöde men även tjänster som Twitter. Anonyma webbsidor som saknar ansvarig utgivare har också använts eftersom de gör det extra svårt att åtala källorna som sprider fejknyheter för förtal.
Begreppet fejknyheter har kommit att få två betydelser. Dels den ursprungliga betydelsen med desinformation förpackat som nyheter. Den andra betydelsen av fejknyheter kom USA:s dåvarande president Donald Trump att popularisera genom att använda det för att misstänkliggöra meningsmotståndare eller för att misskreditera sådant som inte stämde överens med hans egen världsbild.

## Definition
Fejknyheter har definierats som nyheter som är "totalt påhittade samt skapade för att förvirra läsare och för att maximera webbläsartrafik och vinst". Satirnyheter använder överdrifter och osanna fakta men är till för att underhålla eller föra fram en åsikt, inte att ljuga. Propaganda kan också anses vara fejknyheter.

## Identifiering
Organisationen International Federation of Library Associations and Institutions (IFLA) har publicerat en summering i form av ett diagram för att hjälpa människor att identifiera och känna igen fejknyheter. Detta hör tätt samman med redan etablerade metoder för källkritik. De viktigaste punkterna är följande:
1. Undersök källan (för att förstå dess agenda och syfte)
2. Läs mer än bara rubriken (för att få ett grepp om texten som helhet)
3. Undersök författarna (för att se om de är verkliga personer och om de är trovärdiga)
4. Bedöm källorna som artikeln refererar till (för att se om de är trovärdiga och stödjer artikelns påståenden)
5. Se vilket datum artikeln publicerades (för att se om artikeln är relevant och aktuell)
6. Ställ frågan "är detta ett skämt?" (för att fastställa om den kan klassificeras som satir)
7. Tänk på dina egna fördomar (för att fastställa om de påverkar ditt omdöme)
8. Fråga experter på området (för att få bekräftelse från oberoende källor med kunskap)

## Historiska exempel

### Antiken och medeltiden
Det går att spåra stora fejknyhetsberättelser tillbaka till 700-talet då påvedömet hävdade att 300-talshärskaren Konstantin den store hade utfärdat ett romerskt dekret som överförde makten över Rom och västra delen av det romerska kejsardömet till påven. Detta kallas den Konstantinska donationen.
Under 1200-talet f.Kr. spred Ramses den store lögner och propaganda som beskrev slaget vid Kadesh som en förbluffande seger för egyptierna; han beskrev händelser där han besegrade sina fiender på i stort sett alla försvarsmurar runt sina tempel. Fredsfördraget som slöts mellan egyptierna och hettiterna avslöjar dock att slaget egentligen hade utvecklats till ett dödläge.
Marcus Antonius utsattes för en desinformationskampanj runt 33 f.Kr. i samtidens nyhetsrykten där han utmålades som ett fyllo, kvinnotjusare och anklagades var endast en bricka i den egyptiska drottningen Kleopatra VII:s spel. Denna desinformationskampanj sattes igång av Antonius politiska motståndare Octavianus för att vinna politiska poänger. Octavianus publicerade även ett dokument som la anspråk på att vara Antonius testamente, i detta testamente stod det att Marcus Antonius önskade bli begravd i de ptolemaiska faraonernas mausoleum. Trots att dokumentet kan ha varit en lögn så blev den romerska allmänheten bestört av dess innehåll. Marcus Antonius tog slutligen sitt liv efter att han förlorat slaget vid Actium och hört rykten, som senare visade sig vara falska och spridda av Kleopatra själv, om att hon hade begått självmord.

### 1800-tal
Ett av de tidigaste exemplen på fejknyheter är den stora månbluffen år 1835 då New York-tidskriften The Sun publicerade ett antal artiklar om astronomer och deras kollegor som, enligt bluffen, hade observerat märkliga livstecken på månen. De fejkade artiklarna lyckades attrahera nya prenumeranter och tidningen drabbades inte av något allvarligt bakslag när de en månad senare erkände att artiklarna hade varit en bluff.

### 1900-tal
Fejknyheter blir nu likartat med konceptet "gula pressen" och politisk propaganda. De använde ofta samma strategier som tidiga 1900-talskvällstidningar gjorde för att sälja fler exemplar. Under sent 1800-tal lyckades Joseph Pulitzer och andra guljournalistiska tidskrifter sporra USA att medverka i det Spansk-amerikanska kriget som utlöstes när det amerikanska hangarfartyget U.S.S. Maine exploderade i Havannas hamn på Kuba. Organisationen Carnegie Endowment for International Peace har skrivit att reportern Walter Duranty på The New York Times använde fejknyheter när han "framställde Ryssland som ett socialistiskt paradis". Åren 1932–1933 publicerades ett antal artiklar i tidningen där Duranty, som var ansvarig redaktör för Moskva rapporteringen, förnekade Sovjetunionens inblandning i svältkatastrofen Holodomor som uppskattas ha lett till mellan 3,5–7 miljoner döda. På senare år har tidningen sagt att det var "bland det sämsta" de publicerat men den årslånga fejknyhetsrapporteringen har påpekats av många experter i Australien, USA och i Storbritannien.
Efter att nazityska NSDAP tog makten i Tyskland år 1933 skapade de myndigheten Reichsministerium für Volksaufklärung und Propaganda (Ministeriet för allmänhetens upplysning och propaganda) som styrdes av propagandaministern Joseph Goebbels. Nazisterna använde både tryckt och radiosänt journalistiskt material för att propagera för sin egen agenda, antingen via att överta ägandet över medier eller genom politiska påtryckningar. Under hela andra världskriget använde både axelmakterna och de allierade fejknyheter för att övertyga sin egen befolkning samt befolkningen i fiendeländer. Britterna utnyttjade en institution de kallade Political Warfare Executive för att sända ut radio- och broschyrpropaganda för att sänka moralen bland tyska trupper.

### 2000-tal
Under 2000-talet har användningen och inverkan av fejknyheter fullkomligt exploderat och blivit ett utbrett fenomen. I takt med internets utbredning och att tekniken gått framåt har även fejknyheter kommit att bli mer utbrett. Med hjälp av internet kan vem som helst sprida fejknyheter på ett sätt som ser både professionellt och trovärdigt ut. Termen fejknyheter har också blivit ett vanligt uttryck i samband med deras spridning. Bland annat förväxlas ofta fejknyheter – som är ute efter att ljuga och presentera fakta som ser äkta ut trots att den inte är det – med satirnyheter. Satirnyheternas syfte är helt annorlunda och syftar snarare till att informera läsaren om en åsikt eller förlöjliga en person eller ett fenomen på ett humoristiskt sätt.
Ryssland använde desinformation när de skapade ett eget narrativ gällande flygplansolyckan i Ukraina 2014. Malaysia Airlines Flight 17 störtade efter att ha blivit nerskjutet av rysstödda ukrainska rebeller med en rysk missil. Efter händelsen började fejknyheter bli mer frekventa på hemmaplan och på den statliga ryska nyhetskanalen RT. NATO sa 2016 att de hade observerat en signifikant ökning av fejknyheter och rysk propaganda sen invasionen av Krim 2014. Fejknyheter som hade sitt ursprung i den ryska regeringen fick internationell spridning via nyhetsbyrån Reuters och publicerades också på de mest populära nyhetssidorna i USA.
I USA började fejknyheter bli allt mer vanligt före och under presidentvalskampanjen 2016. Forskare vid Stanford University gick i början av 2017, strax efter att Trump installerats som president, slutsatsen att fejknyheterna hade "en liten till ingen effekt" på valresultatet, att endast 8 % av väljarna hade läst en fejknyhet samt att få mindes det faktiska innehållet i nyheterna.
Under sitt presidentskap har Donald Trump ofta använt uttrycket "fejknyheter" (eng. fake news) om kritik av hans politik från traditionella medieföretag som The New York Times, CNN, ABC News, Washington Post, Newsweek och Time. Lingvisten George Lakoff har uttalat sig och sagt att Trumps ordval är alternativt språk som skapar förvirring om termens egentliga betydelse. Istället för att använda uttrycket fejknyheter för att signalera desinformation uttryckte Trump det för att misstänkliggöra meningsmotståndare, främst etablerade amerikanska medier, eller för att misskreditera sådant som inte stämde överens med hans egen världsbild.
En studie gjord vid MIT 2018 visade att fejknyheter sprids snabbare än korrekta nyheter på det sociala nätverket Twitter. De falska nyheterna var 70 procent troligare att delas vidare än de nyheter som var sanningsenliga. Det är en följd av att fejknyheter ofta är mer spektakulära, tydliga och har högre nyhetsvärde. Spridningen av fejknyheter samspelar med begreppet "sanningsillusion", det vill säga att om ett påstående upprepas tillräckligt många gånger så tror läsaren på det.

## Betydelse
Fejknyheternas betydelse är global och är del av ett världsomspännande fenomen. Deras förmåga att förvirra kan leda till försvagade möjligheter till lägesbedömning och därmed till sämre väl övervägda beslut gällande vidtagande av lämpliga åtgärder. Fejknyheter sprids via sociala medier och även genom fejknyhetssidor som, för att bli trovärdiga, specialiserar sig på att hitta på nyheter som ska generera så mycket uppmärksamhet som möjligt ofta genom att imitera välkända nyhetskällor. De har använts i nätfiskeattacker i många år med sensationsartade fabrikationer som ska ge läsaren en anledning att klicka på länkar som infekterar offrets datorer med virus, ofta i ekonomiskt illvilligt syfte.

### Inblandning av sociala medier
På grund av teknikens framsteg och internets utbredning har möjligheterna att ljuga och förvirra blivit större med hjälp av plattformen sociala medier. Exempelvis har Facebooks nyhetsflöde skapat en bas för fejknyheter att gro. Under den senare delen av 2016 blev fejknyheter kända genom den växande massan fejknyheter på sociala plattformar som Facebook men även på mikroblogg sajten Twitter.
En stor del av USA:s befolkning använder Facebook eller Twitter för att läsa nyheter. Detta, i kombination med ökad politisk polarisering och filterbubblor, ledde till en ökad tendens för denna sortens läsare att i huvudsak bara läsa rubriker till artiklar. Fejknyheter har blivit anklagat för att ha påverkat USA:s presidentvalskampanj 2016. Denna sortens nyheter blev – under denna tidsperiod – delat av människor på Facebook mer än legitima nyheter vilket analytiker förklarade med faktumet att fejknyheters natur ofta är mer spännande än legitima nyhetsinslag. Facebook själva förnekade till en början att de hjälpte spridandet av fejknyheter. En opinionsundersökning från Pew Research som genomfördes i december 2016 visade att 64 % av vuxna amerikaner trodde att påhittade nyheter hade orsakat "väldigt mycket förvirring" gällande enkel fakta kring aktuella händelser, medan 24 % sa att det hade orsakat "viss förvirring". 11 % trodde att fejknyheterna hade orsakat "väldigt lite eller ingen förvirring" och 23 % av dem som deltog medgav att de personligen hade delat fejknyheter, antingen medvetet eller ej.
Forskning från Northwestern University drog slutsatsen att 30 % av all trafik från fejknyheter, jämfört med 8 % trafik från legitim nyhetsrapportering, kunde kopplas till Facebook. Konsumenter som läser fejknyheter lever inte i en filterbubbla, menar de, utan många av dem konsumerar samtidigt legitima nyheter från trovärdiga och etablerade nyhetskällor. Fejknyhetsläsarna utgör endast 10 % av legitimnyhetsläsarna och de flesta fejknyhetsläsarna spenderar ungefär samma mängd tid på fejknyheter som legitimnyhetsläsare gör.
I efterdyningarna av det amerikanska presidentvalet 2016 och starten på de tyska samt franska valrörelserna 2017, har Facebook börjat flagga och varna läsare för ogranskade nyheter som saknar källor. Facebook har också börjat samarbeta med oberoende faktakollare för att flagga fejknyheter och varna läsare om detta om de försöker dela det.
I Kina har fejknyheter ibland spridits från sajter som annars anses vara väletablerade och trovärdiga nyhetskällor som har resulterat i skandaler som exempelvis "Pizzagate". På grund av utvecklingen i västvärlden har Ren Xianling, som jobbar på Cyberspace Administration of China, förslagit ett "belöna och straffa" system för att undvika fejknyheters fortsatta spridning.

## Referenslista
Den här artikeln är helt eller delvis baserad på material från engelskspråkiga Wikipedia, Fake News, 25 februari 2017.